# Операция «Лазер»
Операция «Лазер»(англ. Laser Mission) — западногерманский боевик режиссёра Б Дж. Дэвиса. Премьера состоялось в Западной Германии в
ноябре 1989 года. Фильм вышел в США непосредственно на видео в августе 1990 году.

## Сюжет
Украден самый большой в мире алмаз. Секретный агент ЦРУ получает задание найти специалиста по лазерному оружию — профессора Брауна — до того, как тот будет обнаружен КГБ. Алмаз намерены использовать в качестве комплектующего к разработанной профессором мощнейшей лазерной пушке, способной уничтожить весь мир. Но профессор был похищен коммунистами. Агент ЦРУ пересекает пустыню для спасения профессора и возвращения алмаза.
Майкл Голд - наёмник, для которого необходимость выполнить то или иное задание зависит исключительно от суммы вознаграждения. Чуть не погибнув при первом знакомстве с профессором, скрывающимся от всех и вся, Голд соглашается отправиться на вторую встречу с ним за один миллион долларов. А мозги профессора Брауна стоят, кстати говоря, в тысячу раз дороже.

## В ролях
| Актёр           | Роль                 |
| --------------- | -------------------- |
| Брэндон Ли      | Майкл Голд           |
| Деби Монахан    | Алисса               |
| Эрнест Боргнайн | профессор Браун      |
| Грэхем Кларк    | полковник Калишнаков |
| Вернер Похат    | Экхардт              |